# Celenza Valfortore
Celenza Valfortore är en ort och kommun i provinsen Foggia i regionen Apulien i Italien. Kommunen hade 1 530 invånare (2017).